# Смирнов, Иван Николаевич (композитор)
Ива́н Никола́евич Смирно́в (9 сентября 1955, Москва — 15 ноября 2018, Москва) — советский и российский композитор, электроакустический гитарист, исполнявший музыку в жанре этно-фьюжн.

## Биография
Иван Смирнов родился 9 сентября 1955 года в Москве в семье священнослужителя — протоиерея Николая Николаевича Смирнова.
Обучался в музыкальной школе, потом в музыкальном училище, но не окончил ни одно из этих учебных заведений.
С 1975 по 1979 год выступал с московской фьюжн-группой «Второе дыхание».
В 1979—1983 годах работал в ансамбле экспериментальной электронной музыки «Бумеранг» под руководством Эдуарда Артемьева.
В 1983 году перешёл в ВИА «Голубые гитары».
В 1984—1990 годах выступал солистом джаз-рок группы «Арсенал» Алексея Козлова.
С 1990 года работал над собственными музыкальными проектами, давал концертные выступления со своей группой, занимался сочинением музыки для кино и студийной работой.
Скоропостижно скончался 15 ноября 2018 года на 64-м году жизни. Похоронен на Пятницком кладбище.

## Дискография

### Ансамбль «Арсенал»
- 1986 — Ансамбль «Арсенал», Пульс-3, сборник студии грамзаписи «Мелодия», LP, 1986.
- 1991 — Ансамбль «Арсенал», «Арсенал 5», LP, 1991 — «Мелодия».
- 1991 — Ансамбль «Арсенал», «Арсенал 6», LP, 1991 — «Мелодия».
- 1991 — Алексей Козлов и его «Арсенал», CD, 1989—1991 — «Мелодия».
- 1997 — Алексей Козлов и «Арсенал» «Опалённые временем» 4 CD, 1997 — Компания АйТи/А. Козлов.

### Сольные альбомы
- 1996 — «Карусельный дед» (CD/MC, 1996 — Music Box records; переиздано с бонус-треком в 2006 году компанией TeRiReM records).
- 1999 — «Аt the other end of the world» («За тридевять земель») (переиздание альбома «Карусельный дед» с другим порядком пьес, CD/MC, 1999 — Smirnov Records).
- 2003 — «Страна, где ночует солнце» («Квартет Ивана Смирнова», концерт в «Le Club», 2 CD/МС, 2003 — Sketis records, переиздан в 2012 году ArtBeat Music)
- 2003 — «Крымские каникулы» («Crimean Holiday») (Иван Смирнов, Михаил Смирнов, CD, 2003 — Sketis records, переиздан в 2004 году TeRiReM records).

### Сборники
- 1994 — «Эти парни с гитарой» Сборник лучших гитаристов России, CD, 1994 — Strings records.
- 2001 — «Параллели Виртуозов», CD, Limited Edition, 2001 — RGB ELKO.
- 2002 — «Гитаристы России», сборник лучших российских гитаристов, CD, 2002 — специальное издание издательского дома «Салон AV».

## Видео
- «Washburn Days In Russia» при участии : Michael Angelo (USA), Ивана Смирнова, Темура Квителашвили, Игоря Бойко, Дмитрия Малолетова, Дмитрия Четвергова, VHS, 1996.
- DVD «Страна, где ночует Солнце» (концерт в Le Club’е).

## Фильмография
- 1990 — Художественный фильм «Братан» (первая премия на кинофестивале в Манхейме, 1990). Режиссёр Бахтиер Худойназаров, музыка Ахмада Бакаева, исполнение — Иван Смирнов.
- 1993 — Художественный фильм «Кош Ба Кош» (премия «Серебряный Лев» на международном фестивале в Венеции, 1993). Режиссёр Бахтиер Худойназаров, музыка Ахмада Бакаева, исполнение — Иван Смирнов.
- 1999 — Художественный фильм «Белый Танец» (Приз «Золотая Сова» на фестивале в Выборге). Режиссёр Рауф Кубаев, музыка Ахмада Бакаева, исполнение — Иван Смирнов и струнный квартет.
- 1999 — Художественный фильм «Поклонник». Режиссёр Николай Лебедев, музыка Михаила Смирнова, исполнение — Иван Смирнов.
- 1999 — Документальный фильм «Russia Factor» журналиста Джека Хэманна для телекомпании CNN. Музыка и исполнение — Иван Смирнов.
- 2000 — Художественный фильм «Женская собственность». Режиссёр Дмитрий Месхиев, музыка Ивана Смирнова в соавторстве с Михаилом Смирновым.
- 2002 — Художественный фильм «Дом дураков» (Гран-при жюри Венецианского кинофестиваля). Режиссёр Андрон Кончаловский, исполнение темы Брайана Адамса «Have You Ever Really Loved A Woman» — Иван Смирнов.

## Концерты и фестивали
- 1986 — Москва, концертный зал им. П. И. Чайковского. Концерт со всемирно известными академическими музыкантами: пианистом Алексеем Любимовым, скрипачкой Татьяной Гринденко, композиторами Владимиром Мартыновым и Эдуардом Артемьевым.
- 1992−1995, 2004 — Белоруссия, Витебск. Фестиваль «Менестрель».
- 1995 — Москва, ДК им. Горбунова. Гитарное шоу «Washburn Days In Russia» при участии: Michael Angelo (USA), Ивана Смирнова, Тимура Квителашвили, Игоря Бойко, Дмитрия Малолетова, Дмитрия Четвергова.
- 1999 — Шотландия, Эдинбург. Международный фестиваль «Fringe».
- 2000−2007 — Калуга, ежегодный международный фестиваль «Мир Гитары».
- 2001 — Москва, клуб Discovery. Джем-сейшн Ивана Смирнова и Al Di Meola.
- 2001 — Москва, ЦДХ. Фестиваль гитарной музыки с участием: группы Ивана Смирнова, Тимура Квителашвили, Дмитрия Малолетова, квартета Олега Мациевского, дуэта midi-гитаристов Алексея Черемуша и Вячеслава Ханова, Дмитрия Четвергова, Энвера Измайлова, Александра Винницкого, группы «Акустик Бэнд», группы Романа Мирошниченко.
- 2001 — Москва, клуб «16 тонн». Фестиваль современной музыки «AHMAD Tea music festival».
- 2002 — Франция, Гренобль. 30e Grenoble Jazz festival en Isere. Шесть сольных выступлений и два в дуэте с пианистом Валерием Фёдоровым (Франция).
- 2002 — Санкт-Петербург, Большой Концертный зал. Концерт «Лучшие гитары России» с участием: Ивана Смирнова, Виктора Зинчука, Игоря Романова, Сергея Болотникова.
- 2002 — Москва, ЦДХ. Фестиваль гитарной музыки: «Серебряные Струны России» в рамках ежегодной выставки «Record-2002» с участием ведущих российских гитаристов.
- 2002—2003 — Брянск. Ежегодный международный фестиваль «Джаз — не только музыка и не только Джаз».
- 2003 — Москва. ГЦКЗ Россия. 5-й международный джазовый фестиваль «Богема-Джаз» при участии: Джона Скофилда, Сезарии Эворы, Тани Марея, Игоря Бриля и Ивана Смирнова.
- 2003 — Новокузнецк. Ежегодный джазовый фестиваль «Джаз у старой крепости».
- 2003-2005 — Самара. Группа Ивана Смирнова принимает участие в качестве почетного гостя на фестивале авторской песни им. Грушина.
- 2003 — Германия, Франкфурт. Пять концертов в рамках мероприятий Министерства Культуры России на ежегодной международной Книжной Ярмарке.
- 2003 — Венгрия, Будапешт. Сольный концерт по приглашению Министерства Культуры Венгрии.
- 2003 — Ежегодный международный фестиваль «Джазовая провинция».
- с 2001 — регулярные сольные концерты в крупнейших городах России.
- 2004—2005 — Волжск, республика Марий Эл, Фестиваль им. Андрея Баранова «МАМАКАБО»

## Семья
Был женат, воспитывал восьмерых детей, двое из которых (Михаил Смирнов и Иван Смирнов-младший) постоянно выступали в его коллективе.
Родной брат московского священника протоиерея Димитрия Смирнова.